# San-Fraterno-Klasse
Die San Fraterno-Klasse war eine Gruppe von zehn Öltankschiffen. Sie waren mit Beginn ihrer Indienststellung direkt vor dem Ausbruch des Ersten Weltkrieges die größten Öltanker weltweit.

Fünf der Schiffe wurden Ende der 1920er Jahre zu Walfang-Fabrikschiffen umgebaut.

## Geschichte

### Hintergrund
Die Royal Navy befand sich in den Jahren 1911/12 mitten in der Umstellung ihrer Schiffe von Kohle- auf Ölfeuerung. Weetman Pearson, der spätere Lord Cowdray und Eigner der britischen Pearson-Gruppe mit starkem Geschäftsinteresse im mittelamerikanischen, besonders im mexikanischen Raum (Aguila (Mexican Eagle) Oil Company), erhielt von der Admiralität den Auftrag zum Aufbau der nötigen Produktionsinfrastruktur sowie einen langfristigen Liefervertrag über große Mengen Treiböl. Dazu gründete Pearson eine Londoner Tochterfirma, die Eagle Oil Transport Company und bestellte sechs Schiffe mit jeweils 9000 Tonnen Tragfähigkeit, der San-Dunstano-Klasse und zehn Schiffe mit jeweils 16.000 Tonnen Tragfähigkeit, die San-Fraterno-Klasse.

### Lebensläufe
Die Schiffe hatten bemerkenswert unterschiedliche Lebensläufe. Sieben Schiffe wurden bereits im Ersten Weltkrieg torpediert, fünf davon versenkt. Drei der torpedierten Schiffe wurden eingeschleppt oder nach dem Krieg gehoben und später zu Walkochereien umgebaut. Auch das Typschiff San Fraterno war unter den torpedierten, sie sank aber erst Jahre später, 1927 bei Carlos Island. Ab 1919 wurden die verbleibenden Schiffe unter Shell-Farben in der Rohöl- und Produktenfahrt beschäftigt. Die Hälfte der Klasse, die San Gregorio, die San Jeronimo, die San Lorenzo, die San Nazario und die San Patricio wurden Ende der 1920er Jahre zu Walfangmutterschiffen umgebaut. Während des Zweiten Weltkriegs entkamen zwei von ihnen, die Thorshammer und die Southern Empress im Januar 1941 einer Kaperfahrt des deutschen Hilfskreuzers Pinguin. Mehrere andere Schiffe der Klasse gingen im Zweiten Weltkrieg verloren, aber drei erlebten auch die Zeit nach 1945. Von ihnen wurden zwei in den 1950er Jahren abgebrochen, darunter auch die San Melito, das einzige Schiff, das während seiner gesamten Einsatzzeit bei der Eagle Oil verblieb. Das letzte Schiff, das seine Reise zur Abwrackwerft antrat, war die norwegische Walkocherei Thorshammer, die ehemalige San Nazario. Sie erreichte am 6. September 1962 den Abbruchbetrieb C. N. Santa Maria in La Spezia.

## Technik
Beim Bau galten die Schiffe als größte Tankschiffe weltweit. Sie verfügten über 24 Ladetanks, die mit Längs- und Querschotten unterteilt waren. Die Tanks waren mit Heizschlangen beheizbar, um auch zähflüssige Öle transportieren zu können. Die Pumpenleistung betrug 1200 Tonnen pro Stunde. Die Kessel der Schiffe mit Dampfmaschinenantrieb wurden trotz der Ölladung bemerkenswerterweise mit Kohle befeuert. Die Geschwindigkeit der San-Fraterno-Tanker betrug rund zehn Knoten.

## Die Schiffe
| Schiffsname  | Bauwerft              | Indienststellung | Spätere Namen                 | Umbau               | Verbleib                                                                                       |
| ------------ | --------------------- | ---------------- | ----------------------------- | ------------------- | ---------------------------------------------------------------------------------------------- |
| San Fraterno | Swan Hunter, Wallsend | April 1913       | -                             |                     | Am 29. Juli 1927 in der Magellanstraße auf Fels gelaufen und gesunken                          |
| San Gregorio | Swan Hunter           | Juli 1913        | C.A. Larsen Antarctic         | Walfangmutterschiff | Ab 7. August 1954 bei Lehr & Co. in Hamburg abgebrochen                                        |
| San Hilario  | Palmers, Jarrow       | Dezember 1913    | -                             |                     | Am 20. April 1917 200 Seemeilen westlich von Cape Clear durch U 43 versenkt                    |
| San Lorenzo  | Swan Hunter           | Februar 1914     | Ole Wegger                    | Walfangmutterschiff | Am 26. August 1944 als Blockschiff in Rouen versenkt. 1947 gehoben und in Schweden abgebrochen |
| San Jeronimo | Doxford, Sunderland   | Februar 1914     | Southern Empress              | Walfangmutterschiff | Am 13./14. Oktober 1943 400 Seemeilen südlich von Cape Farewell durch U 221 versenkt           |
| San Isidoro  | Armstrong, Newcastle  | März 1914        | Dordogne, Silverlip, Dordogne |                     | Am 18. Juni 1940 auf der Reede von Brest selbstversenkt                                        |
| San Melito   | Palmers               | April 1914       | -                             |                     | Ab 30. Mai 1954 in Faslane abgebrochen                                                         |
| San Nazario  | Doxford               | September 1914   | Thorshammer                   | Walfangmutterschiff | Ab 6. September 1962 bei C. N. Santa Maria in La Spezia abgebrochen                            |
| San Onofre   | Armstrong             | September 1914   | -                             |                     | Am 12. Mai 1917 westlich der Shannon-Mündung durch U 48 versenkt                               |
| San Patricio | Armstrong             | Mai 1915         | Southern Princess             | Walfangmutterschiff | Am 17. März 1943 im Konvoi HX 229 auf dem Atlantik durch U 600 versenkt                        |